# Машинна дума
Машинна дума в изчислителната техника (на английски: word in computing) е термин за естествена единица от данни, използвана при определен компютърен дизайн. Машинната дума е дефакто фиксирана, определена по големина група от битове, които се поддържат заедно от системата. Броят на битовете в дума (големина на думата или дължина на думата) е важна характеристика на компютърната архитектура.

## Приложения на машинната дума
В зависимост от организацията на изчислителната машина, било тя съвременен компютър или вградена система, машинната дума се използва:
1. Цели числа: държачи за целочислени числени стойности могат да бъдат на разположение в един или в няколко различни размери, но един от наличните размери почти винаги ще бъде на размера на машинната дума. Другите размери, ако има такива, са често кратни или дробни на размера на машинната дума. По-малките размери обикновено се използват само за ефективно използване на паметта, а когато се зареждат в процесора, техните стойности обикновено се превръщат в по-голям, оразмерен спрямо машинната дума притежател.
2. Числа с плаваща запетая: държачи на числа с плаваща запетая са обикновено или с размер на машинната дума или с размер, кратен на размера на машинната дума.
3. Адреси: държачи на адреси на паметта трябва да са с достатъчно големи размери, за да отговарят на изискания и необходим диапазон от стойности, но в същото време и не прекомерно големи. Често се използва размерът на машинната дума или размер, кратен или съответен на размера на машинната дума.
4. Регистри: регистрите на процесора са проектирани с размер, подходящ за типа данни, които те притежават, например цели числа, числа с плаваща запетая или адреси. В този случай тяхната големина бива често големината на машинната дума. Също така много компютърни архитектури използват „General Purpose“ регистри, които могат да съдържат няколко вида данни – обикновени регистри, регистри със специално предназначение, както и по-големи регистри, които могат да съдържат по-големи структури от данни.
5. Когато процесорът чете от главната памет и записва в регистър или пише стойност от регистър в паметта, размерът на прехвърлените данни е често размера на машинната дума.
6. Машинни инструкции обикновено са фракции или кратни на размера на машинната дума. Това е естествен избор, тъй като инструкциите и данните обикновено споделят една и съща подсистемна памет.